# Perdida
Perdida — восьмой студийный альбом американской рок-группы Stone Temple Pilots, вышедший на Rhino 7 февраля 2020 года. Это второй альбом группы с участием вокалиста Джеффа Гутта. Пластинка полностью акустическая, при её записи использовались преимущественно старинные музыкальные инструменты. Первый сингл «Fare Thee Well» был выпущен 2 декабря 2019 года.

## Отзывы критиков
На англоязычном сайте-агрегаторе Metacritic средневзвешенная оценка Perdida соответствует статусу «в целом положительные отзывы». Обозреватель Paste Саби Рейес-Кулкарни посчитал, что с такой пластинкой группа выходит за рамки своих собственных стилевых ограничений, чтобы бросить вызов стереотипам так называемых «акустических альбомов». А само звучание новой записи американского квартета он охарактеризовал как «бесшовное сочетание кантри, британского и мариачи-фолка, оркестровой поп-музыки и софт-рока». Spin в положительной рецензии высказал предположение, что лонгплей может стать началом нового карьерного пути для STP. Критик из AllMusic Нейл Зи Янг описал музыку альбома как «выветренную, утомлённую и удивительно красивую», но «делающую всё возможное, чтобы найти надежду в темноте».
Rolling Stone отнёсся к альбому с меньшим энтузиазмом, поставив ему 2 звезды из 5 и отметив, что «к сожалению, перейдя на акустику — даже с широким спектром инструментов, таких как клавишные, марксофон и, конечно же, флейта — Stone Temple Pilots сделали самый обычный альбом».

## Список композиций
| №                   | Название                                     | Музыка                   | Длительность |
| ------------------- | -------------------------------------------- | ------------------------ | ------------ |
| 1.                  | «Fare Thee Well»                             | Роберт Делео, Джефф Гутт | 4:21         |
| 2.                  | «Three Wishes»                               | Дин Делео, Джефф Гутт    | 4:51         |
| 3.                  | «Perdida»                                    | Роберт Делео, Джефф Гутт | 3:29         |
| 4.                  | «I Didn’t Know the Time»                     | Дин Делео, Джефф Гутт    | 5:31         |
| 5.                  | «Years»                                      | Роберт Делео             | 3:30         |
| 6.                  | «She’s My Queen»                             | Роберт Делео, Джефф Гутт | 4:41         |
| 7.                  | «Miles Away»                                 | Роберт Делео, Джефф Гутт | 4:56         |
| 8.                  | «You Found Yourself While Losing Your Heart» | Дин Делео, Джефф Гутт    | 5:43         |
| 9.                  | «I Once Sat at Your Table»                   | Дин Делео                | 1:56         |
| 10.                 | «Sunburst»                                   | Дин Делео, Джефф Гутт    | 6:28         |
| Общая длительность: | Общая длительность:                          | Общая длительность:      | 45:26        |

| №                   | Название                                                | Музыка              | Длительность |
| ------------------- | ------------------------------------------------------- | ------------------- | ------------ |
| 11.                 | «Big Empty» (акустический концерт 2018 года)            | Дин Делео           | 3:53         |
| 12.                 | «Interstate Love Song» (акустический концерт 2018 года) | Роберт Делео        | 3:35         |
| 13.                 | «Pretty Penny» (акустический концерт 2018 года)         | Дин Делео           | 3:34         |
| Общая длительность: | Общая длительность:                                     | Общая длительность: | 56:35        |

## Участники записи
Stone Temple Pilots:
- Джефф Гутт — ведущий вокал (песни 1–4, 6–8, 10)
- Дин Делео[англ.] — гитара (песни 2, 9), акустическая гитара (песни 3, 4, 7, 8, 10), электрогитара (песни 1, 4, 8, 10), перкуссия (песни 4, 8, 10)
- Роберт Делео — бас (песни 1–8, 10), акустическая гитара (песни 1, 6), акустическая гитара с нейлоновыми струнами (песни 3, 5, 7), 6-струнный бас (песня 3), клавишные (песни 3, 7), марксофон (песни 6, 7), перкуссия (песни 1, 3, 6), ведущий вокал (песня 5)
- Эрик Кретц[англ.] — барабаны (песни 1, 4, 5, 7, 8, 10), перкуссия (песни 2, 3, 6, 7)

| Приглашённые музыканты: - Билл Эпплберри — клавишные - Тиффани Браун — бэк-вокал - Адриенн 'Эб' Бирн — флейта - Эрин Брин — виолончель - Брюс Нельсон — гитарный техник - Ютонг Шарп — скрипка - Джой Симпсон — бэк-вокал - Крис Спид — саксофон - Жюль Стаудхамер — альт | Тенхнический персонал: - Джей Джей Голден — мастеринг - Чарльз Лютвайлер — фото на обложке - Райан Уильямс — звукоинженер, сведение - Рори Уилсон — арт-директор, дизайн |

## Чарты
| Хит-парад (2020)                       | Высшая позиция |
| -------------------------------------- | -------------- |
| Australian Digital Albums (ARIA)       | 18             |
| Бельгия/Фландрия (Ultratop)            | 181            |
| Япония (Oricon)                        | 156            |
| Шотландия (Scottish Albums Chart)      | 62             |
| Швейцария (Schweizer Hitparade)        | 70             |
| США (Billboard Top Alternative Albums) | 21             |
| США (Billboard Top Album Sales)        | 13             |
| США (Billboard Top Rock Albums)        | 37             |